# 第3世代光ディスク

CD、DVD、HD DVD、Blu-ray Discの比較

第3世代光ディスク（だいさんせだいひかりディスク）は、光ディスクのうち、主に2000年代以降に登場し、記録・再生に青紫色半導体レーザーを使用するものである。片面1層の12 cmディスクの場合で最大25 GB程度の容量がある。映像記録用途では、HDTV画質に適する。
主要な第3世代光ディスクとしてBlu-ray Disc（BD）、Ultra HD Blu-ray (UHD BD)、Professional Disc (PFD、PD)、HD DVD、Ultra Density Optical (UDO)があり、本記事では主にBDとHD DVDについて記述する。
BDとHD DVDは日本のメーカーを中心にアメリカの映画会社やパソコン会社などが両陣営に分かれて規格争いを繰り広げ、かつてのベータマックス・VHSによる家庭用VTRの規格競争（ビデオ戦争）を彷彿とさせていたが、東芝のHD DVD事業終息に伴い事実上BDの1規格に収束した。
第3世代光ディスクが実現されていなかった時代には、第2世代光ディスクであるDVDの次世代の光ディスクとなることから「次世代DVD」と一般に呼ばれることがあったが過渡的な呼称である。また「次世代ビデオディスク」や「次世代光ディスク」との呼称も見られたほか、「新世代DVD」や「高精細ビデオディスク」などと呼ばれることもあったが、これらの総称はいずれも正式なものではない。

## 登場の背景
- デジタルハイビジョン放送を収録・保存可能なほど大容量な媒体は、第2世代の当時まではテープメディアとハードディスクしか存在しなかったため、光ディスクの大容量化が望まれていた[注 1]。
- ハイビジョン映像に対応する大画面・薄型テレビが一般家庭に普及するとの予測に基づき、映画企業などがハイビジョン映像を収録可能なビデオパッケージ規格を求めた。
- 既存のDVDソフトの市場は飽和状態となり成長が鈍化していることも背景にある。映画企業などはビデオパッケージ市場を活性化させる起爆剤として期待をかけ、DVDの次世代規格の開発に熱心に参加してきた。

## おもな参入企業
下表の太字は一方を独占的に支持していた企業を表す。太字でないものは両陣営に参入していた企業を表すが、どちらかと言えば片方の陣営に近いと考えられる場合はそちらに含めている。いずれも2008年2月19日終結時点のものであり、規格争い終結後の移動・離脱は変更しない。
|                    | BD支持 | 両規格支持                                             | HD DVD支持                                                                                  |
| ------------------ | --- | ------------------------------------------------------ | ------------------------------------------------------------------------------------------- |
| 規格策定・促進団体 | - Blu-ray Disc Association |                                                        | - HD DVDプロモーショングループ                                                              |
| 家電、部品製造等   | - ソニー - パナソニック - フィリップス - 日立製作所 - シャープ - パイオニア - 日本ビクター - 三菱電機 - ヤマハ - 富士通 - サムスン電子 - LG電子 | - キヤノン - リコー - トムソン（RCA）                  | - 東芝 - 三洋電機                                                                           |
| 映画・映像ソフト   | - ソニー・ピクチャーズ - MGM - ディズニー映画 - スタジオジブリ - 20世紀フォックス - ワーナー・ブラザース（2008年5月まではHD DVDも併売） - ニュー・ライン・シネマ - ライオンズゲート - アニプレックス - アスミック・エース - ソニー・ミュージックエンタテインメント (米国) - ジェネオン エンタテインメント - バンダイビジュアル - ユニバーサルミュージック - EMI | - ポニーキャニオン - ギャガ・コミュニケーションズ      | - ユニバーサル・ピクチャーズ - パラマウント映画 - ショウゲート - 日活 - 松竹 - エイベックス |
| IT関連             | - デル - レノボ - Apple - サン・マイクロシステムズ - ソニー・コンピュータエンタテインメント - AMD - NVIDIA | - ヒューレット・パッカード - エイサー - インテル - NEC | - マイクロソフト                                                                            |
| メディア製造       | - TDK - ソニー - パナソニック - 日本ビクター - 富士フイルム - 太陽誘電 | - 日立マクセル - 三菱化学メディア - イメーション       | - メモリーテック                                                                            |

### 両方に消極的な企業
- 日本の大手映像ソフト発売元は参入に消極的な企業が多い（規格策定団体に加入しているが具体的な発売予定がない等）。東映系列・東宝系列・角川系列・シナノ企画などがその例である。Blu-rayに規格が統一された後、これらの企業は相次いでBlu-rayの発売予定を発表したが、その一方で松竹・日活・ショウゲートなどHD DVDを発売していた企業の参入はBlu-rayが未発売だった企業に比べて遅れている傾向が強かった。

## HD DVDとBDの比較

### 呼称
BDはBlu-ray Disc Association（Blu-ray Disc Foundersより改称）により策定されており、HD DVDはこれまでDVD規格を策定してきたDVDフォーラムによって策定された。そのためDVDの直接の後継となる規格はHD DVDのみであり、BDは独自に開発が行われている。
日本のマスメディアではそれぞれの規格を支持している代表的な企業の名称を示し、「東芝陣営」「ソニー・パナソニック陣営」と併記されることも多い。
2007年6月に発表された「次世代DVD」に関するアンケート調査では、ソニーやパナソニック、シャープなどの広告戦略によって「ブルーレイ」は徐々に認知されつつあるが、HD DVDはハードディスク（HD）や従来のDVDと混同されやすく分かりにくかったのではないかと言われていた。このような誤解を持った回答者が多かったため、一部項目ではHD DVDに関する有効なデータが得られなかったという。

### コスト
記録メディアおよびROMの製造においてHD DVDはDVDの製造機器を一部流用することが可能でありコスト面で有利と言われてきたが、一定の流通量が見込まれるようになった無機型BDメディアの方が結果的に低コストとなった。またBDにおいても有機素材を用いることでDVD等の設備を流用出来る技術が開発された事から、有機素材を用いたBD-R LTHメディアの発売を国内外の各社が発表し、2008年2月下旬から発売した。これによりさらなるBDの低価格化が進んだ。
また松下電器産業が試験製造ラインをハリウッドに建設するなどして映画スタジオ各社にコストの不安を払拭するよう努めたことがBD支持の拡大につながった。

### 物理構造
HD DVDとBDでは物理的には記録層の深さ（保護層の厚さ）の違いがあり、HD DVDではDVDと同じ0.6mm厚であるのに対しBDは0.1mm厚である。この違いが様々な影響をもたらしている。
- BDは保護層の薄さにより当初は傷に弱く、最初に製品化された記録型ディスクはDVD-RAMのようなカートリッジに収められていた。しかしTDKが開発したDURABIS技術などにより克服し、この点に懸念を示していたワーナー・ブラザースなどの支持を獲得した。2006年以降はBD・HD DVDともCDやDVDと同様に裸のディスクで取り扱われる。
- 記録層が浅いBDは記録密度を上げるのが比較的容易なため、片面1層で25 GB、2層で50 GBである[14]のに対しHD DVDは片面1層で15 GB、2層で30 GBである[13]。
- 保護層と記録層を取り違えて「BDは記録層が0.1 mmでディスク厚が1.2 mmなので多層化が可能になり、理論上12層まで可能」「HD DVDは記録層が0.6 mmでディスク厚が1.2 mmなので、理論上2層までしか実現できない」といった誤った情報が流布することもあった[15][16]。
- BDはより高密度なため最大転送速度も速く、標準転送速度ではBDが53.95Mbps、HD DVDが36.55Mbpsである。1倍速はともに約36MbpsであるがBD-Videoでは1.5倍速（53.95Mbps）が標準転送速度であり、BD-Video再生には通常2倍速以上のドライブが使われる。
- 片面2層にHD DVDとDVDを記録した「HD DVDツインフォーマットディスク」がHD DVDの発売当初（2006年3月）の段階から製品化されている。一方BDとDVDのツインフォーマットディスクは2009年2月に製品化された。

### 採用技術
BDとHD DVDは互換性がないが、共通する技術が数多く使用されている。
ともに直径12 cmまたは8 cm、厚さ1.2 mmの円盤状で素材は主にプラスチックからなる。読み取りには波長405 nmの青紫色のレーザーを用いている。なおCDでは波長780nmの赤外線レーザー、DVDでは650 nmの赤色レーザーを用いており、より波長の短いレーザーを用いることで高密度の読み取りを可能にしている。そのためBDとHD DVDはDVDと共通する基本構造・用途を持ちながら、デジタルハイビジョン映像の長時間収録が可能な大容量を実現している。
著作権保護技術はどちらもAACS（Advanced Access Content System）を採用する。完全にコピーを禁止しているわけではなく、マネージドコピー（著作権者が許可する範囲内でハードディスクなどにコピーできる）に対応している。ただし、現在もAACSは暫定的なライセンスでありマネージドコピーは使用できない。

#### ビデオ規格
いずれもビデオ規格では、多重化フォーマットとしてMPEG-2トランスポートストリームが採用され、また、映像コーデックとしてH.264/MPEG-4 AVCやVC-1が採用され、主に1920×1080ドットの映像が収録される。音声コーデックには従来のDVDと同じドルビーデジタル・DTS・リニアPCM（ただしDVDよりも高いビットレートやマルチチャンネルのPCMを収録可能）、さらに新世代のコーデックとしてドルビーデジタルプラス、ドルビーTrueHD、DTS-HDが採用されている。
HD DVDではプレーヤーにおいて新世代のサラウンド音声フォーマットであるドルビーデジタルプラスとドルビーTrueHD 2chのデコードが必須であるが、BDのプレーヤーではオプション扱いである。もっとも、これらの音声フォーマットに対応したAVアンプは2007年6月に発売されたばかりで需要が非常に限られる上、PCMマルチチャンネル音声を収録した物や両者のプレーヤーの必須・オプションに無関係にロスレスサラウンドを収録する物、実質的にはBDプレーヤーでもデコード可能な音声フォーマットの範囲が拡大していること等、両者の決定的な違いには至らなかった。なおDTS-HDは両フォーマットともオプション扱いである。
DVD-Videoに比べて広範な機能を搭載できるインタラクティブ技術はBDはJavaを基にしたBlu-ray Disc Java（BD-J）を、HD DVDはマイクロソフトが開発したHDiを採用し、XML、CSS、SMIL、ECMAScriptなどの技術が使われている。当初マイクロソフトが中心となっており、BDでもiHDを採用する提案がなされていたが見送られた。2007年6月時点ではピクチャーインピクチャーやインターネット接続などの機能はBDではオプション、HD DVDでは必須となっており、製品化当初から標準規格化されていたHD DVDが先行している。
収録可能時間はBSデジタルハイビジョン放送の最大24 Mbpsで換算し片面1層HD DVD-R (15 GB) で75分、片面1層BD-R/RE (25 GB) は130分と表示されている。地上デジタルハイビジョン放送（最大17 Mbps）ではより長時間の記録が可能であるもののHD DVD-R (15 GB) で115分と表示され、2時間を切る短さであった。
著作権保護技術に関して、BDではAACSに加えより万全に海賊版対策ができる技術「BD+」を必須として採用している。BD+を搭載した映像ソフトは2007年10月に登場し始めた。

## 消費者の反応
規格分裂は消費者にとって利益とならないため、規格争いが決着するまで購入を手控えている消費者が多いことが各種調査で指摘されていた。

### 互換性の確保
そのため市場ではHD DVDおよびBDの両方に対応する機器の開発およびパッケージソフトの発売をした。

#### DVDとの互換性
HD DVD・BDの再生/記録機器はDVDにも対応しているが、メディア側でも従来のDVD機器への互換性を保とうとする動きがある。HD DVDで製品化されているツインフォーマットディスクがその例である。

#### DVD版の同梱
バンダイビジュアルは「BD+DVD」または「HD DVD+DVD」の2枚組製品を発売することを決めた。
またこれらの製品は現在流通している「BD用ケース」または「HD DVD用ケース」ではなく主に市販のDVDに用いられるトールケースを採用しているため、一般的なBD/HD DVDソフトとはケースのサイズが異なり、判りづらいという指摘や、サイズを一般的な「BD（HD DVD）用ケース」に合わせてほしいという意見も多い。その後、バンダイビジュアルは販売形態をBDに一本化し、「BD+DVD」で販売されていた製品をBD単品で再発売した。なお、OVAビデオアニメカーニバル・ファンタズムの1st Seasonから3rd Seasonまでの初回生産分が「BD+DVD」で発売された。

#### BD・HD DVD両対応機器

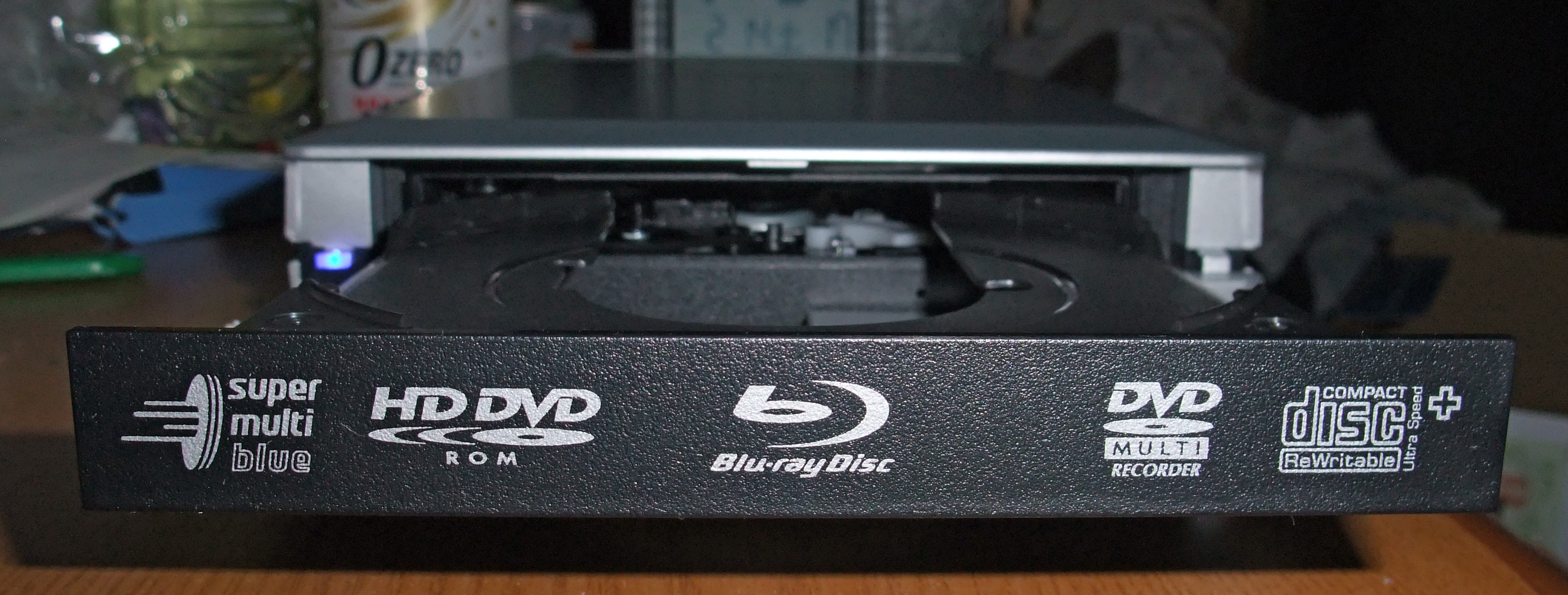
数少ない両規格対応ドライブ

2006年、NECエレクトロニクスがBDとHD DVDの両方に対応したLSIを発表。その後LG電子とサムスン電子がBDとHD DVDの両方を再生可能なプレーヤーを発表し、2007年前半に発売された。またPC用のBD記録再生・HD DVD-ROM再生に対応したドライブが製品化され、2007年後半以降に市場に出回っている。
双方の書き込み規格に対応可能なピックアップレンズやLSIが製品化されているが、HD DVDは書き込み規格の製品化が進まないまま2008年3月で終息し、双方の書き込みに対応するドライブやレコーダーは未発売のままとなった。

#### Total Hi Def
2007年1月、両規格を支持するワーナー・ブラザースがBD・HD DVDの双方を両面に記録した再生専用ディスクTotal Hi Def（トータルハイデフ、略：Total HD、THD）を発表した。Total Hi Def DiscやTotal Hi Defディスクとも表記される。
しかし以下のような理由で多くの冷ややかな反応・批判を受けていた。
- 製造コストが極めて高いとされ、実売価格も高く設定されるとすれば消費者に余分な負担を強いることになる。
- ワーナーはHD DVD・BDの片面ディスクも併売すると発表していた。同じ映画タイトルでHD DVD・BD・THDの3種類の次世代ディスクが発売されれば流通業者に余計な負担がかかることになり、当然消費者にも混乱を与える。
- THDの製品化以前に発売された再生機器との互換性に疑問が残る。
- 両面記録メディアのため「レーベルが印刷できない」、「取り扱いに注意を要する」などの難点。

これらの反響を受けてか、ワーナーは2007年6月、同年後半としていたTotal Hi Defの発売を2008年に延期した。
さらに2008年1月にワーナーがHD DVD撤退を発表し、Total Hi Defソフトが継続的に発売される可能性はほぼ無くなった。開発が既に打ち切られたとの報道もなされた。
なお、ワーナーでは片面にBD、HD DVD、DVD、CDのいずれか2規格の記録面を持つことのできる光ディスクの特許も出願したが、製品化されていない。

## BDの普及およびフラッシュメモリ・ハードディスク・ネット配信との競争
ハイビジョン映像に対応したテレビの普及と共に第3世代光ディスクの需要も増えることが見込まれた。実際に2007年度の年末商戦では、規格争い中にもかかわらずBDレコーダーが販売シェアで2割、金額ベースで4割ほどを占めたとBCNにより発表された。特に第3世代光ディスク全体に対するBDの販売シェアは9割以上を占め、翌年の規格争い終結へとつながった。
第3世代光ディスクにおいてBDがデファクトスタンダードとなったのち、その容量を上回るUSBフラッシュメモリの登場と価格低下からフラッシュメモリと競合し、ハードディスクドライブやSSDの大容量化と光ファイバー網、また5Gの広がりから、ネット配信やクラウドストレージとも競合するようになった。
しかしハードディスクドライブは容量あたりの単価は安いが、その構造上耐久性に問題が多い。ネット配信によるオンデマンド配信も快適に楽しむには高速なネット環境が必要となる。特にストリーミング形式の場合、通信速度が低い場合はコンテンツの再生ができないこともある。
デジタルコンテンツの配信・保存に重要なコピー制御に関しても特にフラッシュメモリについては、特に家電向け据付録画機の分野において普及したコピー制御技術が日本では存在しないか主流となっておらず、そのためコピー制御の掛かっているデジタルコンテンツをフラッシュメモリに格納してやり取りすると言うスタイルは、携帯機器向けに品質を大幅に落としたダウンコンバートを施してコピーすると言う場合以外には、特に家電向け据付録画機の分野において一般的ではない。
一方BDは拡張、後継規格としてBDXLやUHD BDが開発され、UHD BDでは「CMP Export」と呼ばれる外部媒体コピー技術をサポートするが、BDでの放送の録画需要は日本国内にほぼ局在しており、よってBDXL対応録画機器の流通も日本国内にほぼ局在している。
映像のネット配信は4Kの場合15から30 Mbps程度だが、激増するインターネットのトラフィックによるネットワークの混雑が足かせとなる。一方BDでは約54Mbps、UHD BDでは約92から123 Mbpsの安定したストリームをサポートできる。
以上のように記録媒体としてBDはフラッシュメモリ・ハードディスク・ネット配信と比較して利点はあるが、2020年代以降、無料で使用できるGoogle DriveなどのオンラインストレージサービスやSSD、フラッシュメモリーのさらなる低コスト化・大容量化に伴い、光ディスクが必要となる機会は減少し、PCでも光学ドライブを搭載しない機種が増えている。AV分野に関しても、DVDやBlu-rayで映画が供給されるが、Amazon primeやNetflixなどの定額制配信サービスの普及によりその使用機会は減っている。